# Miguel Ángel Vivas
Pour les articles homonymes, voir Vivas.
Miguel Ángel Vivas (né en 1974 à Séville) est un réalisateur et scénariste espagnol.

## Biographie
Miguel Ángel Vivas est le frère du youtubeur Zorman. Après avoir effectué des études à l'université européenne de Madrid, il étudie la réalisation audiovisuelle à Madrid.

## Filmographie
- 2010 : Kidnappés (Secuestrados)
- 2015 : Extinction
- 2016 : Inside